# Рожнова, Пелагея Ивановна
Пелагея Ивановна Рожнова (2 мая 1901, Орловская область — 13 декабря 1971) — рабочая-табаковод, звеньевая Колхоза имени Калинина Чеховского сельсовета города Ялты Крымской области. Герой Социалистического Труда (1950).

## Биография
Родилась в крестьянской семье, старшая из семерых детей (шесть сестёр и брат). Русская.
С десяти лет работала по найму. С началом колхозного движения в середине 1920-х годов вместе с мужем выступила организатором колхоза. В начале 1930-х годов стала членом ВКП(б).
В 1944 году по программе восстановления разрушенного Великой Отечественной войной народного хозяйства Крыма приехала в село Аутка (с августа 1945 года — Чехово, ныне в черте города). Занималась табаководством. Показывала высокие результаты в труде: в 1948 году собрала по 10 центнеров табака с каждого гектара и была награждена орденом Ленина, в 1949 году 13,2 центнера с гектара, а на некоторых высокоурожайных участках — по 17 центнеров. Указом Президиума Верховного Совета СССР от 18 сентября 1950 года «за получение высокого урожая табака в 1949 году» удостоена звания Героя Социалистического Труда с вручением ордена Ленина и золотой медали «Серп и Молот».
С 1950 года избиралась депутатом Крымского областного Совета депутатов трудящихся, членом Крымского областного комитета ВКП(б)/КПСС. Делегат 2-й Всесоюзной конференции сторонников мира (1949).
Похоронена на Старом городском кладбище Ялты, могила  Объект культурного наследия народов РФ регионального значения. Рег. № 911710906870005 (ЕГРОКН).